# Droga wojewódzka 788
Die Droga wojewódzka 788 (DW 788) ist eine fünf Kilometer lange Droga wojewódzka (Woiwodschaftsstraße) in der polnischen Woiwodschaft Masowien, die Sarnów mit Gniewoszów verbindet. Die Strecke liegt im Powiat Kozienicki.

## Streckenverlauf
Woiwodschaft Masowien, Powiat Kozienicki
- Sarnów
-  Gniewoszów (DW 738)